# شبه‌جزیره آگراخان
شبه‌جزیره آگراخان (روسی: Аграханский полуостров) یک شبه‌جزیره باریک در دریای خزر است که در سواحل شمال غربی این دریا واقع شده‌است. نام دیگر آن «اوچ‌کوسه» است. شبه‌جزیره آگراخان پناهگاه انواع پرندگان دریایی است که در انتهای شمالی توسط یک منطقه حفاظت شده به نام ذخیره‌گاه داغستان محافظت می‌شوند. قلمرو شبه جزیره مکانی محبوب برای ماهیگیران و گردشگران است و برای چرا نیز استفاده می‌شود.
این شبه‌جزیره که در جمهوری داغستان فدراسیون روسیه واقع شده از ساحل به سمت شمال شرق کشیده شده‌است. در انتهای شمالی شبه‌جزیره یک آبراهه باریک و در پشت آن جزیره چچن قرار دارد.

## جغرافیا
آگراخان شبه‌جزیره‌ای باریک و دراز است. مساحت شبه جزیره ۲۱۲ کیلومتر مربع است. درازای آن ۵۰ کیلومتر و پهنایش ۸ کیلومتر است. ارتفاع نسبی آن نیز تا ۱۰ متر بالاتر از دریای خزر است. این شبه‌جزیره عمدتاً توسط آب‌رُفت‌های شنی رودخانه تِرِک تشکیل شده و روبه‌روی دلتای وسیع این رود واقع شده‌است.
این شبه‌جزیره از غرب به خلیج آگراخان محدود شده و از نظر اداری تابع شهرستان مخاچ‌قلعه است. در دهه‌های اخیر، خلیج آگراخان تقریباً به‌طور کامل توسط رسوبات جدید شاخه‌های رود ترک پوشانده شده‌است.
مشخصه سطح شبه‌جزیره وجود تپه‌ها و باتلاق‌های نمکی، پوشیده از پوشش گیاهی پراکنده نیمه‌بیابانی است. بر تپه‌های آن بوته‌های گز می‌رویند. زمستان‌های آن کم‌برف و ملایم و تابستان‌هایش خشک است. وزش باد در آن شدید است.
در نوک شمالی شبه جزیره ویرانه‌های شهر قدیمی لوپاتین واقع شده‌است. بقایای خط آهن باریکی نیز در این منطقه وجود دارد که از روستای سولاک به لوپاتین می‌رفته‌است - از آن برای انتقال ماهی به یک کارخانه ماهی استفاده می‌شد.

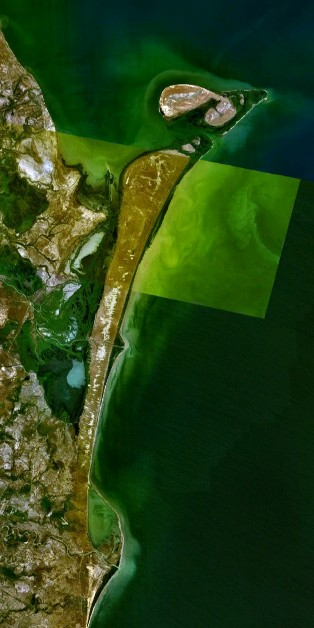